# Araneus mendoza
Araneus mendoza là một loài nhện trong họ Araneidae.
Loài này thuộc chi Araneus. Araneus mendoza được Herbert Walter Levi miêu tả năm 1991.